# Йодлув (Опольське воєводство)
Йодлув (пол. Jodłów, нім. Tannenberg) — село в Польщі, у гміні Отмухув Ниського повіту Опольського воєводства.
Населення — 219 осіб (2011).

## Демографія
Демографічна структура станом на 31 березня 2011 року:
|          | Загалом | Допрацездатний вік | Працездатний вік | Постпрацездатний вік |
| -------- | ------- | ------------------ | ---------------- | -------------------- |
| Чоловіки | 122     | 29                 | 82               | 11                   |
| Жінки    | 97      | 13                 | 57               | 27                   |
| Разом    | 219     | 42                 | 139              | 38                   |